# Női egyéni műkorcsolya az 1968. évi téli olimpiai játékokon
Az 1968. évi téli olimpiai játékokon a műkorcsolya női egyéni versenyszámát február 8. és 10. között rendezték. Az aranyérmet az amerikai Peggy Fleming nyerte. A Magyarországot képviselő Almássy Zsuzsa a 6. helyen végzett.

## Eredmények
Kilenc bíró pontozta a versenyzőket. A pontok alapján a bírók mindegyikénél külön-külön kialakult egy sorrend, az egyes szakaszokban (kötelező elemek, kűr) és az összesítésnél is, ez egy helyezési pontszámot is jelentett. Az egyes szakaszok, valamint az összesítés eredménye a következő kritériumok alapján alakult ki:
1. „Többségi helyezések száma”. Az a versenyző végzett előrébb, akit a bírók többsége előrébb rangsorolt. A bírók többsége azt jelentette, hogy a legjobb 5 helyezést adó bíró helyezési pontszámait vették figyelembe, de ha az 5. bíró helyezésével még volt azonos helyezés, akkor az(oka)t is figyelembe vették. Ezt az adatot tartalmazza az oszlop. (Pl. a „6×3+” azt jelenti, hogy a versenyző 6 bírónál az első 3 hely valamelyikén végzett.)
2. „Többségi helyezések összege” (a figyelembe vett bírók helyezési pontszámainak összege)
3. „Helyezések összege” (az összes bíró helyezési pontszámainak összege)
4. „Pont” (az összes bíró által adott összpontszám)
5. A kötelező elemek pontszáma

### Kötelező elemek
A kötelező programot február 8-án rendezték. A pontszám az első figura pontszámának négyszeresének, a 2., 3. figura pontszámának ötszörösének, és a 4., 5. figura pontszámának hatszorosának összege.
| Hely. | Versenyző             | Nemzet                 | Többségi helyezések száma | Többségi helyezések összege | Helyezések összege | Pont   |
| ----- | --------------------- | ---------------------- | ------------------------- | --------------------------- | ------------------ | ------ |
| 1.    | Peggy Fleming         | Egyesült Államok (USA) | 9×1+                      | 9,0                         | 9,0                | 1062,1 |
| 2.    | Gabriele Seyfert      | NDK (GDR)              | 6×2+                      | 12,0                        | 21,0               | 984,9  |
| 3.    | Trixi Schuba          | Ausztria (AUT)         | 6×3+                      | 17,0                        | 31,0               | 960,0  |
| 4.    | Hana Mašková          | Csehszlovákia (TCH)    | 5×4+                      | 19,0                        | 41,0               | 943,2  |
| 5.    | Tina Noyes            | Egyesült Államok (USA) | 7×5+                      | 27,0                        | 39,0               | 941,9  |
| 6.    | Almássy Zsuzsa        | Magyarország (HUN)     | 6×6+                      | 34,0                        | 61,0               | 910,2  |
| 7.    | Sally-Anne Stapleford | Nagy-Britannia (GBR)   | 6×8+                      | 44,0                        | 82,0               | 888,3  |
| 8.    | Okava Kumiko          | Japán (JPN)            | 6×9+                      | 43,0                        | 74,0               | 896,4  |
| 9.    | Patricia Dodd         | Nagy-Britannia (GBR)   | 6×9+                      | 48,0                        | 80,0               | 886,8  |
| 10.   | Karen Magnussen       | Kanada (CAN)           | 7×10+                     | 58,0                        | 79,5               | 887,7  |
| 11.   | Monika Feldmann       | NSZK (FRG)             | 6×11+                     | 53,0                        | 91,0               | 875,4  |
| 12.   | Eileen Zillmer        | NSZK (FRG)             | 5×12+                     | 59,0                        | 138,0              | 841,3  |
| 13.   | Jelena Scseglova      | Szovjetunió (URS)      | 5×13+                     | 60,5                        | 120,5              | 849,5  |
| 14.   | Janet Lynn            | Egyesült Államok (USA) | 5×14+                     | 63,0                        | 135,0              | 840,7  |
| 15.   | Jamasita Kazumi       | Japán (JPN)            | 5×15+                     | 69,0                        | 150,0              | 834,2  |
| 16.   | Petra Ruhrmann        | NSZK (FRG)             | 5×16+                     | 72,0                        | 147,5              | 833,2  |
| 17.   | Elisabeth Mikula      | Ausztria (AUT)         | 5×17+                     | 75,0                        | 156,0              | 833,7  |
| 18.   | Isida Haruko          | Japán (JPN)            | 5×20+                     | 93,0                        | 195,0              | 812,7  |
| 19.   | Sylvaine Duban        | Franciaország (FRA)    | 5×21+                     | 87,0                        | 183,0              | 820,7  |
| 20.   | Marie Víchová         | Csehszlovákia (TCH)    | 5×21+                     | 96,0                        | 198,0              | 808,5  |
| 21.   | Charlotte Walter      | Svájc (SUI)            | 5×22+                     | 83,0                        | 178,0              | 822,0  |
| 22.   | Frances Waghorn       | Nagy-Britannia (GBR)   | 5×22+                     | 85,0                        | 187,0              | 816,2  |
| 23.   | Lyndsai Cowan         | Kanada (CAN)           | 7×23+                     | 134,5                       | 189,0              |        |
| 24.   | Linda Carbonetto      | Kanada (CAN)           | 8×24+                     | 170,0                       | 197,0              | 813,5  |
| 25.   | Halina Hrzsibovszkaja | Szovjetunió (URS)      | 8×25+                     | 180,5                       | 206,5              | 806,7  |
| 26.   | Liesl Nestler         | Ausztria (AUT)         | 7×25+                     | 152,5                       | 207,0              | 804,4  |
| 27.   | Rita Trapanese        | Olaszország (ITA)      | 6×26+                     | 137,5                       | 221,5              | 797,9  |
| 28.   | Micheline Joubert     | Franciaország (FRA)    | 5×27+                     | 124,5                       | 236,5              | 790,3  |
| 29.   | Sonja Morgenstern     | NDK (GDR)              | 6×29+                     | 174,0                       | 264,5              | 711,0  |
| 30.   | I Hjondzsu            | Dél-Korea (KOR)        | 5×30+                     | 147,0                       | 272,5              | 682,6  |
| 31.   | Beatrice Huştiu       | Románia (ROU)          | 6×31+                     | 184,5                       | 280,5              | 671,5  |
| 32.   | Kim Hye-Gyeong        | Dél-Korea (KOR)        | 5×31+                     | 152,5                       | 280,5              | 670,1  |

### Kűr
A kűrt február 10-én rendezték. A pontszám a bírók által adott pontok 8,6-szorosa.
| Hely. | Versenyző             | Nemzet                 | Többségi helyezések száma | Többségi helyezések összege | Helyezések összege | Pont  |
| ----- | --------------------- | ---------------------- | ------------------------- | --------------------------- | ------------------ | ----- |
| 1.    | Peggy Fleming         | Egyesült Államok (USA) | 8×1+                      | 8,0                         | 10,0               | 908,4 |
| 2.    | Gabriele Seyfert      | NDK (GDR)              | 8×2+                      | 15,0                        | 21,0               | 897,4 |
| 3.    | Hana Mašková          | Csehszlovákia (TCH)    | 5×3+                      | 15,0                        | 33,0               | 885,6 |
| 4.    | Karen Magnussen       | Kanada (CAN)           | 6×4+                      | 20,0                        | 44,0               | 871,7 |
| 5.    | Okava Kumiko          | Japán (JPN)            | 5×5+                      | 22,0                        | 47,5               | 867,2 |
| 6.    | Janet Lynn            | Egyesült Államok (USA) | 6×6+                      | 30,0                        | 59,0               | 858,0 |
| 7.    | Tina Noyes            | Egyesült Államok (USA) | 5×7+                      | 28,0                        | 60,5               | 855,4 |
| 8.    | Almássy Zsuzsa        | Magyarország (HUN)     | 5×8+                      | 33,5                        | 76,5               | 846,8 |
| 9.    | Linda Carbonetto      | Kanada (CAN)           | 7×9+                      | 52,0                        | 73,0               | 849,4 |
| 10.   | Jelena Scseglova      | Szovjetunió (URS)      | 5×10+                     | 43,5                        | 100,0              | 820,9 |
| 11.   | Halina Hrzsibovszkaja | Szovjetunió (URS)      | 5×12+                     | 54,0                        | 110,0              | 821,8 |
| 12.   | Trixi Schuba          | Ausztria (AUT)         | 6×13+                     | 67,5                        | 122,0              | 813,2 |
| 13.   | Monika Feldmann       | NSZK (FRG)             | 6×14+                     | 75,5                        | 123,0              | 811,7 |
| 14.   | Jamasita Kazumi       | Japán (JPN)            | 5×15+                     | 68,5                        | 133,5              | 804,8 |
| 15.   | Micheline Joubert     | Franciaország (FRA)    | 5×15+                     | 63,5                        | 138,0              | 804,5 |
| 16.   | Marie Víchová         | Csehszlovákia (TCH)    | 5×17+                     | 73,5                        | 169,5              | 771,9 |
| 17.   | Sally-Anne Stapleford | Nagy-Britannia (GBR)   | 5×18+                     | 74,0                        | 158,0              | 792,6 |
| 18.   | Petra Ruhrmann        | NSZK (FRG)             | 5×18+                     | 82,5                        | 168,5              | 778,0 |
| 19.   | Elisabeth Mikula      | Ausztria (AUT)         | 5×20+                     | 79,0                        | 172,5              | 778,8 |
| 20.   | Beatrice Huştiu       | Románia (ROU)          | 5×21+                     | 77,5                        | 171,0              | 785,7 |
| 21.   | Liesl Nestler         | Ausztria (AUT)         | 5×21+                     | 94,0                        | 202,0              | 758,2 |
| 22.   | Sonja Morgenstern     | NDK (GDR)              | 5×22+                     | 97,0                        | 195,0              | 764,9 |
| 23.   | Eileen Zillmer        | NSZK (FRG)             | 5×21+                     | 98,5                        | 201,5              | 759,0 |
| 24.   | Rita Trapanese        | Olaszország (ITA)      | 5×24+                     | 99,5                        | 206,5              | 751,3 |
| 25.   | Isida Haruko          | Japán (JPN)            | 6×25+                     | 138,0                       | 222,0              | 740,0 |
| 26.   | Charlotte Walter      | Svájc (SUI)            | 6×26+                     | 135,5                       | 219,0              | 749,5 |
| 27.   | Patricia Dodd         | Nagy-Britannia (GBR)   | 7×27+                     | 161,0                       | 217,0              | 747,8 |
| 28.   | Frances Waghorn       | Nagy-Britannia (GBR)   | 7×28+                     | 167,5                       | 226,5              | 741,0 |
| 29.   | Sylvaine Duban        | Franciaország (FRA)    | 5×28+                     | 125,0                       | 240,5              | 730,7 |
| 30.   | I Hjondzsu            | Dél-Korea (KOR)        | 5×30+                     | 144,5                       | 268,5              | 677,3 |
| 31.   | Kim Hye-Gyeong        | Dél-Korea (KOR)        | 9×31+                     | 275,0                       | 275,0              | 666,1 |

### Végeredmény
| Helyezés | Versenyző             | Nemzet                 | Helyezési pontszámok bírónként | Helyezési pontszámok bírónként | Helyezési pontszámok bírónként | Helyezési pontszámok bírónként | Helyezési pontszámok bírónként | Helyezési pontszámok bírónként | Helyezési pontszámok bírónként | Helyezési pontszámok bírónként | Helyezési pontszámok bírónként | Több. hely. száma | Több. hely. össz. | Hely. össz. | Pont    |
| Helyezés | Versenyző             | Nemzet                 | 1                              | 2                              | 3                              | 4                              | 5                              | 6                              | 7                              | 8                              | 9                              | Több. hely. száma | Több. hely. össz. | Hely. össz. | Pont    |
| -------- | --------------------- | ---------------------- | ------------------------------ | ------------------------------ | ------------------------------ | ------------------------------ | ------------------------------ | ------------------------------ | ------------------------------ | ------------------------------ | ------------------------------ | ----------------- | ----------------- | ----------- | ------- |
| Arany    | Peggy Fleming         | Egyesült Államok (USA) | 1,0                            | 1,0                            | 1,0                            | 1,0                            | 1,0                            | 1,0                            | 1,0                            | 1,0                            | 1,0                            | 9×1+              | 9                 | 9           | 1970,50 |
| Ezüst    | Gabriele Seyfert      | NDK (GDR)              | 2,0                            | 2,0                            | 2,0                            | 2,0                            | 2,0                            | 2,0                            | 2,0                            | 2,0                            | 2,0                            | 9×2+              | 18                | 18          | 1882,30 |
| Bronz    | Hana Mašková          | Csehszlovákia (TCH)    | 4,0                            | 3,0                            | 3,0                            | 3,0                            | 4,0                            | 3,0                            | 4,0                            | 4,0                            | 3,0                            | 5×3+              | 15                | 31          | 1828,80 |
| 4.       | Tina Noyes            | Egyesült Államok (USA) | 3,0                            | 6,0                            | 6,0                            | 5,0                            | 3,0                            | 4,0                            | 5,0                            | 3,0                            | 5,0                            | 7×5+              | 28                | 40          | 1797,30 |
| 5.       | Trixi Schuba          | Ausztria (AUT)         | 5,0                            | 4,0                            | 4,0                            | 4,0                            | 6,0                            | 6,0                            | 10,0                           | 8,0                            | 4,0                            | 5×5+              | 21                | 51          | 1773,20 |
| 6.       | Almássy Zsuzsa        | Magyarország (HUN)     | 8,0                            | 5,0                            | 5,0                            | 6,0                            | 5,0                            | 5,0                            | 6,0                            | 10,0                           | 7,0                            | 6×6+              | 32                | 57          | 1757,00 |
| 7.       | Karen Magnussen       | Kanada (CAN)           | 7,0                            | 8,0                            | 7,0                            | 7,0                            | 7,0                            | 8,0                            | 8,0                            | 5,0                            | 6,0                            | 6×7+              | 39                | 63          | 1759,40 |
| 8.       | Okava Kumiko          | Japán (JPN)            | 6,0                            | 7,0                            | 8,0                            | 8,0                            | 8,0                            | 7,0                            | 3,0                            | 6,0                            | 8,0                            | 5×7+              | 29                | 61          | 1763,60 |
| 9.       | Janet Lynn            | Egyesült Államok (USA) | 10,0                           | 10,0                           | 12,0                           | 10,0                           | 10,0                           | 10,0                           | 9,0                            | 7,0                            | 12,0                           | 6×10+             | 55                | 90          | 1698,70 |
| 10.      | Monika Feldmann       | NSZK (FRG)             | 15,0                           | 11,0                           | 9,0                            | 9,0                            | 12,0                           | 9,0                            | 14,0                           | 9,0                            | 11,0                           | 6×11+             | 58                | 99          | 1687,10 |
| 11.      | Sally-Anne Stapleford | Nagy-Britannia (GBR)   | 13,0                           | 9,0                            | 11,0                           | 13,0                           | 9,0                            | 12,0                           | 11,0                           | 17,0                           | 10,0                           | 5×11+             | 50                | 105         | 1680,90 |
| 12.      | Jelena Scseglova      | Szovjetunió (URS)      | 11,0                           | 12,0                           | 10,0                           | 14,0                           | 13,0                           | 11,0                           | 15,0                           | 15,0                           | 9,0                            | 5×12+             | 53                | 110         | 1670,40 |
| 13.      | Linda Carbonetto      | Kanada (CAN)           | 9,0                            | 13,0                           | 13,0                           | 11,0                           | 14,0                           | 14,0                           | 13,0                           | 11,0                           | 13,0                           | 7×13+             | 83                | 111         | 1662,90 |
| 14.      | Jamasita Kazumi       | Japán (JPN)            | 12,0                           | 14,0                           | 16,0                           | 19,0                           | 15,0                           | 13,0                           | 12,0                           | 20,0                           | 18,0                           | 5×15+             | 66                | 139         | 1639,00 |
| 15.      | Patricia Dodd         | Nagy-Britannia (GBR)   | 21,0                           | 19,0                           | 19,0                           | 16,0                           | 11,0                           | 15,0                           | 7,0                            | 18,0                           | 14,0                           | 5×16+             | 63                | 140         | 1634,60 |
| 16.      | Halina Hrzsibovszkaja | Szovjetunió (URS)      | 16,0                           | 17,0                           | 14,0                           | 15,0                           | 17,0                           | 16,0                           | 17,0                           | 13,0                           | 19,0                           | 5×16+             | 74                | 144         | 1628,50 |
| 17.      | Petra Ruhrmann        | NSZK (FRG)             | 22,0                           | 20,0                           | 17,0                           | 17,0                           | 16,0                           | 23,0                           | 18,0                           | 12,0                           | 16,0                           | 5×17+             | 78                | 161         | 1611,20 |
| 18.      | Elisabeth Mikula      | Ausztria (AUT)         | 14,0                           | 18,0                           | 15,0                           | 21,0                           | 22,0                           | 18,0                           | 22,0                           | 19,0                           | 15,0                           | 5×18+             | 80                | 164         | 1612,50 |
| 19.      | Eileen Zillmer        | NSZK (FRG)             | 20,0                           | 15,0                           | 20,0                           | 12,0                           | 18,0                           | 20,0                           | 16,0                           | 24,0                           | 26,0                           | 7×20+             | 121               | 171         | 1600,30 |
| 20.      | Micheline Joubert     | Franciaország (FRA)    | 19,0                           | 22,0                           | 18,0                           | 20,0                           | 21,0                           | 17,0                           | 24,0                           | 16,0                           | 25,0                           | 5×20+             | 90                | 182         | 1594,80 |
| 21.      | Marie Víchová         | Csehszlovákia (TCH)    | 23,0                           | 16,0                           | 21,0                           | 18,0                           | 19,0                           | 21,0                           | 25,0                           | 27,0                           | 17,0                           | 6×21+             | 112               | 187         | 1580,40 |
| 22.      | Charlotte Walter      | Svájc (SUI)            | 18,0                           | 23,0                           | 24,0                           | 22,0                           | 25,0                           | 26,0                           | 20,0                           | 22,0                           | 22,5                           | 6×23+             | 127,5             | 202,5       | 1571,50 |
| 23.      | Liesl Nestler         | Ausztria (AUT)         | 17,0                           | 24,0                           | 26,0                           | 23,0                           | 27,0                           | 22,0                           | 28,0                           | 21,0                           | 20,0                           | 5×23+             | 103               | 208         | 1562,60 |
| 24.      | Frances Waghorn       | Nagy-Britannia (GBR)   | 26,0                           | 27,0                           | 22,0                           | 28,0                           | 20,0                           | 27,0                           | 23,0                           | 14,0                           | 24,0                           | 5×24+             | 103               | 211         | 1557,20 |
| 25.      | Rita Trapanese        | Olaszország (ITA)      | 25,0                           | 25,0                           | 27,0                           | 25,0                           | 26,0                           | 19,0                           | 19,0                           | 28,0                           | 22,5                           | 6×25+             | 135,5             | 216,5       | 1549,20 |
| 26.      | Isida Haruko          | Japán (JPN)            | 27,0                           | 26,0                           | 25,0                           | 24,0                           | 24,0                           | 24,0                           | 21,0                           | 26,0                           | 21,0                           | 8×26+             | 191               | 218         | 1552,70 |
| 27.      | Sylvaine Duban        | Franciaország (FRA)    | 24,0                           | 21,0                           | 23,0                           | 26,0                           | 23,0                           | 25,0                           | 27,0                           | 23,0                           | 27,0                           | 7×26+             | 165               | 219         | 1551,40 |
| 28.      | Sonja Morgenstern     | NDK (GDR)              | 28,0                           | 28,0                           | 28,0                           | 27,0                           | 28,0                           | 28,0                           | 26,0                           | 29,0                           | 29,0                           | 7×28+             | 193               | 251         | 1475,90 |
| 29.      | Beatrice Huştiu       | Románia (ROU)          | 29,0                           | 29,0                           | 29,0                           | 29,0                           | 29,0                           | 30,0                           | 29,0                           | 25,0                           | 28,0                           | 8×29+             | 227               | 257         | 1457,20 |
| 30.      | I Hjondzsu            | Dél-Korea (KOR)        | 30,0                           | 31,0                           | 30,0                           | 30,0                           | 30,0                           | 29,0                           | 31,0                           | 30,0                           | 30,0                           | 7×30+             | 209               | 271         | 1359,90 |
| 31.      | Kim Hye-Gyeong        | Dél-Korea (KOR)        | 31,0                           | 30,0                           | 31,0                           | 31,0                           | 31,0                           | 31,0                           | 30,0                           | 31,0                           | 31,0                           | 9×31+             | 277               | 277         | 1336,20 |